# East Brent
East Brent is een civil parish in het bestuurlijke gebied Sedgemoor, in het Engelse graafschap Somerset met 1302 inwoners.

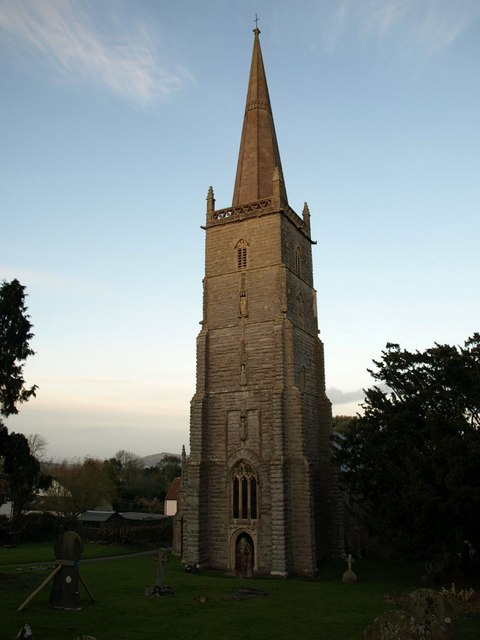
East Brent church